# Bout d’Homme
Bout d'homme est une série de bande dessinée de Jean-Charles Kraehn.
Sur fond de légendes bretonnes, dans des décors pluvieux et maritimes, on découvre un petit village lourd de secrets, de méchanceté et même de haine. La pitié n'y a plus cours et le mauvais œil, jaune bien sûr, rôde.

## Résumé
Rémi Mauduit, fils de "la Rouge", a 19 ans. Il a arrêté de grandir à l'âge de 10 ans et garde un corps de petit garçon, pour ne pas devenir un homme comme ceux qui ont violé sa mère quand il avait cet âge. Il reste avec elle, même si elle lui fait payer tous les jours sa haine envers les hommes en buvant, le battant et l'insultant. Ils vivent dans une misère noire et elle se prostitue parfois pour pouvoir boire.
Rémi, souffre-douleur de la bande de gamins du village et méprisé par leurs parents, sent, jour après jour, sa haine enfler en lui. Il ne souhaite qu'une chose, c'est de pouvoir littéralement foudroyer du regard tous ceux qui s'en prennent à lui. Jusqu'au jour où il se lie d'amitié avec un étrange rat noir - qu'il appelle Gaspard - qui lui exauce son souhait.
Les deux derniers volumes ne sont pas une suite directe aux quatre premiers. Ils racontent une parenthèse, à savoir les deux ans d'absence de Rémi avant son retour au village. Dans ces derniers volumes, la dimension mystique et la présence de Dieu ne font pas oublier celle du diable à travers le Rat des 4 premiers tomes.

## Personnages
- Rémi Mauduit : jeune homme de 19 ans à l'allure d'un enfant de 10 ans, surnommé "Bout d'Homme". Il se nourrit de haine pour combattre son manque de tendresse, d'amour et sa peur.
- Gaspard : un rat que Rémi trouve dans une épave, qui devient son animal de compagnie. Comme lui, il peut lancer un regard haineux qui, combiné au sien, peut tuer. Gaspard cache cependant un certain secret...
- La Toinette : jeune fille magnifique. Elle jouait pendant sa jeunesse avec Bout d'homme et était amoureuse de lui. Elle reste attachée à lui mais l'allure de petit garçon de Rémi la bloque. Elle est la seule à lui être restée fidèle. Mais l'attendra-t-elle indéfiniment ?
- La Rouge : mère de Rémi, très belle femme un peu snob, qui vient dans ce village avec une petite fortune jusqu'à ce soir de drame où, pour avoir été trop hautaine, elle se fait violer par trois fanfarons du village. Elle en développera une haine pour tous les hommes et sombrera dans l'alcoolisme et la violence.
- Monsieur Maertens : propriétaire du cirque qui engagera Rémi comme monstre de foire, vedette malgré lui grâce à son exceptionnel et mortel regard.
- Erwan : prétendant malheureux de la Toinette. Mais la Toinette hésite...
- le Chatelain de Kerdrenkenn : Il veut épouser la Toinette. Il est accompagné de son fidèle serviteur qui ressemble étrangement à l'Ankou, serviteur de la Mort.

## Albums
1. L'enfant et le rat, 1990
2. La parade des monstres, 1992
3. Vengeance, 1994
4. Karriguel an Ankou, 1996
5. L'épreuve, 2008
6. La rédemption, 2018

### Intégrale
- Bout d'Homme - Intégrale, 1997

## Publication
- Glénat